# Nikołaj Kisielow (funkcjonariusz KGB)
Nikołaj Aleksiejewicz Kisielow (ur. 1908 w Moskwie, zm. 1962 tamże) – młodszy porucznik NKWD, pułkownik KGB, jeden z wykonawców zbrodni katyńskiej.

## Życiorys
W 1929 wstąpił do WKP(b), a w 1933 do OGPU. Pracował w I Oddziale Specjalnym NKWD ZSRR. Wiosną 1940 brał udział w mordowaniu polskich jeńców w Katyniu, za co 26 października 1940 został nagrodzony przez Ławrientija Berię. W 1941 został szefem 4. wydziału II Oddziału Ludowego Komisariatu Bezpieczeństwa Państwowego. Po wojnie pracował w 1. Głównym Zarządzie MGB. Od 1954 zastępca szefa oddziału Drugiego Zarządu Głównego Komitetu Bezpieczeństwa Państwowego przy Radzie Ministrów ZSRR w stopniu pułkownika.

## Odznaczenia
- Order Czerwonego Sztandaru (1954)
- Order Wojny Ojczyźnianej I stopnia (1945)
- Order Czerwonej Gwiazdy (trzykrotnie, 1943, 1944 i 1949)
- Medal „Partyzantowi Wojny Ojczyźnianej” I klasy